# ハンセン病元患者宿泊拒否事件
ハンセン病元患者宿泊拒否事件（ハンセンびょうもとかんじゃしゅくはくきょひじけん）とは、2003年11月に熊本県阿蘇郡南小国町のホテルが、元ハンセン病患者の宿泊を拒否した事件である。関連する事件を総称していう場合もある。

## 事件の経緯
2003年9月17日、熊本県は「ふるさと訪問事業」の催行にあたり、アイレディース宮殿黒川温泉ホテル（後述）に国立療養所菊池恵楓園の元ハンセン病患者18名と付き添いの4名の宿泊を予約した。11月18日から一泊する予定であり、この事業は過去に何度も催行されていた。
11月13日になって、事情を知った同ホテルから「他の宿泊客への迷惑」などを理由に宿泊を遠慮するように申し入れがあった。翌14日、県担当者が親会社であるアイスターへ出向きハンセン病についての理解を求めたが、ホテルは方針を変えなかった。そこで熊本県知事・潮谷義子の抗議文を県職員が手渡し、宿泊拒否の撤回を求めたがホテルは応じなかった。
そのため熊本県庁は、11月18日に熊本地方法務局へ報告を行い、人権侵害ならびに旅館業法違反の疑いにより熊本地方検察庁の調査が開始された。この対応については賛否両論があったものの、2004年2月16日にはアイレディース黒川温泉ホテルを、旅館業法違反により営業停止処分とする方針が発表された。同日にアイスターは「入所者への最大かつ最善の謝罪」として同ホテルの廃業を表明している。
そして、県は同ホテルに対し3月15日から17日までの営業停止処分を決定したが、その直前の12日にアイスターによる記者会見が行われた。会見においてアイスター側の弁護士は「加害者は県で、被害者は元患者とホテル」であるとした上で、「訴状も用意し真剣に訴訟を準備したが、（処分を呑んだのは）真実が明らかになることで、傷つく人が出るのは避けられないためだ」と説明した。
熊本地方検察庁は2004年（平成16年）3月29日、旅館業法違反容疑により、アイスター元社長（事件当時の社長）である西山栄一、同ホテルの総支配人、法人としてのアイスターを略式起訴、熊本地方裁判所は三者に対し、罰金2万円の略式命令を下した。

## アイレディース宮殿黒川温泉ホテル
熊本県阿蘇郡南小国町の黒川温泉において営業していたホテルであり、エステ施設を備え集団客を主たる対象としていた。事件後の2004年5月6日をもって廃業し、直後に建物も取り壊されている。この際、株式会社アイスターが同ホテルを取得する以前から働いていた従業員を含め、上級管理職を除く全員の解雇が通告されたため、この決定に反発する労働組合との団体交渉が行われたものの決裂、最終的には裁判によってアイスターが総額7000万円を支払うことによる和解が成立した。

## 中傷
この宿泊拒否事件において、元ハンセン病患者は被害者であったにもかかわらず、一般市民の中には彼らを中傷する者が少なからずいた。
中傷する手紙の内容の酷さについては、菊池恵楓園のある入所者がシンポジウムで以下のように語っている。
私たちはこの一ヶ月余り、美しい日本語の中にこれほどにも人を中傷し、さげすむ言葉があったのか、と思うほど、ひどい言動を浴びされ続けた。詳しくは言いたくはないが、ひどいものだった。例えば、後遺症のひどい人の写真をはがきの中央に張り付け、矢印で指し示して言いたい放題書いてあったものがあった。ありったけの汚い言葉を駆使したものもあった。別の温泉へ行ったところ、今度はそこへの攻撃が始まり、「あそこには泊らないようにキャンペーンを」というような動きが出た。
また、詩人でらい予防法違憲国家賠償訴訟・東日本訴訟の原告の1人だった谺雄二も
私たちは、園のなかで、職員からひどいことばをぶつけられたりしてきて、それには慣れていたんです。しかし、今度の事件のことはこたえました。
と語っている。谺は元ハンセン病患者の権利回復運動の闘士の1人として知られていたが、その谺が弱音を吐くほど中傷内容やその数の多さは深刻だった。
アイスター宿泊拒否問題に関連して、熊本県や恵楓会自治会に送られてきた中傷の手紙類は、全療協 (旧・全国ハンセン病患者協議会 (全患協)) と国賠訴訟原告団協議会が厚生労働省に提出した報告書 (2004年2月25日提出) や、国立療養所菊池恵楓園自治会が冊子化し内部発行した「差別文書綴り」 (2004年4月19日発行) に記録されているが、ともに入手は難しい。ただ、数は少ないが、伊波敏男著『ハンセン病と生きて―きみたちに伝えたいこと』(岩波ジュニア新書、2007年刊) の中でそのうちの一部が紹介されている。同書が紹介しているのは次のような中傷の手紙である。
- 仕事もせずに国の世話になり、ハンセン病といばるな！　金をもらえばハンセン病か！　人の世話になり、金ばかりもらい、そこで国のため死を待て！
- 一体何様の気でいるのだ！　みんな、できればあなた方を泊めたくないのだ。国家賠償の時も、妥当とはみんな思つていない！　謝罪されたらおとなしくひっこめ！
- 前略……「普通の」お詫びでは気に入らぬようでしたが、ではどういう「お詫び」をしてかったのでしょうか。お金を持って、お詫びに来い！　というのではないでしょうネ。
- 私たちは温泉に行く暇もなくお金もありません。国民の税金で生活してきたあなたたちは多額のお金を持っているそうですね。税金を国民に還元する気持ちはないのでしょうか。権利だけを主張しないでください。自費で病気を治している人は多いのですよ。あなたたちはその反面、優遇された面もあるのでしょう。療養所を出て自活されることを国民は望んでいますよ。
- 金が欲しいか、あまり世間をさわがせるな。顔がよ〔ママ〕がみ、心がくさってアイロンでもかけて、この世に出てこい。
- 去年、熊本県水俣市で大きな土石流が発生して大きな事故となったけど、あれが水俣市でなくて恵楓園で発生して、お前たちのような生きていても何ひとつ役に立たない化け物が死ねばよかった。そうすれば祝曰となって化け物の死を喜べたのに。お前たちは自分たちの顔や姿を鏡で見たことがあるのか？　化け物よりひどくて妖怪よりおそろしい。こういう奴らは地域の景観を乱す粗大ゴミであって、さっさと死んでくれ。
- あなたたちが、もし温泉に入られたと知ったら、私たちはその温泉には一生涯入りません。それくらい恐ろしい病気なのです。それが証拠にあなたたちの顔、手、身体は普通の人とはまったく違います。……自分から進んで難病であることを自覚し、世間を甘く見ないで控えめにしてこそ、多少は同情も集まると思います。
- 差別ではない区別だ。きたないものはきたない。自分の姿を知れ、お前らといっしょに風呂に入るなんて考えられない。ホテルに泊まろうなんて考えるな。
- 一言、苦言申し上げます。あなた方が病気になられたことに、国民はなんの責任もありません。世の中には難病になった人は数多く、十分な治療も受けられず、苦しんでいる人は、これも数多くいます。額に汗して長年働き、税金を納め、それでもリストラになった人も、これまた数多くいます。そんな国民が納めた血税であなた方の生活が保障されてきたたのです。そんなことを一度でも考えたことがありますか。一度でも感謝の気持しく持ったことがありますか。
- 一度、支援者の自宅に宿泊要請したらどうですか。マスコミが所有する宿泊施設でもいいでしょう。とにかく要請してみることです。正義の味方のようなふりをしている連中の、化けの皮をはがしてみなさい。多分「このていどの連中の甘い言葉に踊らされていたのか」と愕然とするでしょう。そこで初めて地に足の着いた言動になれると思います。
- あなた方はとうとう黒川温泉ホテルを倒しました。ハンセン病はやっばり恐ろしい病気ですね。あなた方は今後、その手で旅館、ホテルに投宿を申し込み、拒否したらつぶしたり、脅してキャンセル料を巻き上げるのですか？　あなた方は結構な身分ですね。衣食住、全部国民の血税で面倒みてもらって、気に入らなければ国をユスッて金を出させる。一般の老人は旅行に行く余裕もありません。
- 自分から進んで難病であることを自覚し、世間を甘く見ないで控えめにしてこそ多少の同情も集まるというものです。きつい言い方ですが、私と同じ考えをもつ人は、政治家、医者、学者の中にも大勢いるはずです。ただ、世間の手前、言えないだけです。それをよくわきまえてください。
- 「六一年間の入所生活の中で、生家の敷居をまたいだのは、母が危篤になつたときだけ」。どうしてですか。ハンセン病が感染も遗伝もしないのなら堂々と帰っていいと思います。生家には帰らないでサービス業のホテルには宿泊。おかしいと思います。ホテルを批判する前に、ご自分たちの家族から考えを正すべきではないですか。

前述の2004年2月25日に厚生労働省に提出された報告書では、中傷の手紙類を、ハンセン病に対する無知、宿泊拒否を受けたのが保菌者ではなく元患者であることを理解していないもの、ハンセン病患者の強制隔離政策に関する無知に基づくもの、障害者全般に対する差別・偏見に基づくもの、謝罪を受け入れないことに問題があるような報道がなされたことによる反発、単純な誹謗中傷、に分類している。
また、上記のように、国家賠償訴訟によって日本国政府から得た賠償金に関する妬みからの嫌がらせ、権利を主張するなという類の投書・電話・ファクシミリ・電子メールも多い。これらの中傷は、「国民の一人として」「一市民より」とは書くものの、すべて匿名でなされ、決して本名を名乗ることはなかった。上記の中傷投書の数々は冊子として編纂され、国立ハンセン病資料館の図書室に開架図書にて収蔵されており、閲覧が可能である。